# Regne Reunificat d'Àrnor i Góndor
En el marc del món llegendari creat per J.R.R. Tolkien, El Regne Reunificat d'Àrnor i Góndor, o simplement el Regne Reunificat, és el reialme fundat a la Terra Mitjana a la fi de la Tercera Edat.
Quan Àragorn II va ser proclamat rei de Góndor al final de la Guerra de l'Anell, també va ser coronat com a rei d'Àrnor en funció del seu llinatge com a descendent dels antics reis d'Àrnor i d'Arthedain. D'aquesta manera, els dos regnes que havien quedat dividits molts segles enrere es tornaven a unificar.
Amb la desfeta de Sàuron, el Regne Reunificat dominava sense disputa tot el Nord Oest de la Terra Mitjana. Utilitzant els recursos de Góndor va fer reconstruir l'antic regne d'Àrnor, i sobre les runes d'Annúminas es va reconstruir la capital del Regne del Nord.
El Regne Reunificat es va expandir fins a ocupar tots els territoris que en el passat havien format part dels dos regnes exceptuant Ròhan i la Comarca. Entre les conquestes liderades per Aràgorn durant la Quarta Edat s'hi troba el Sud de Góndor (Harondor), i les terres brunes cap al Mar de Rhûn. També va sotmetre els corsaris d'Úmbar, una colònia dels númenóreans negres, exiliats durant la guerra civil que havien atacat els ports de Góndor durant la Guerra de l'Anell. Els regnes dels homes de Dale i dels nans d'Erèbor també es van posar sota la protecció del rei Eléssar.

## Reis del Regne Reunificat
El Regne Reunificat va ser fundat per Àragorn, que es va fer coronar amb el nom d'Eléssar Telcontar (Eléssar per la pedra verda que portava, i Telcontar per la traducció al quenya del seu sobrenom "Gambús"). La seva legitimitat naixia en què ell era, a través de la línia de Valàndil, hereu directe dels antics Alts Reis d'Àrnor i Góndor (era el trentavuitè hereu per línia directa masculina d'Eléndil). Va regnar des del 3019 de la Tercera Edat fins al 120 de la Quarta Edat.
Després de la seva mort, va ser succeït pel seu fill Eldàrion. No hi ha informació sobre la successió a partir d'aquí.